# Вељки Медјер
Вељки Медјер (слч. Veľký Meder, мађ. Nagymegyer) град је у Словачкој, који се налази у оквиру Трнавског краја.

## Географија
Вељки Медјер је смештен у јужном делу државе, близу границе са Мађарском (11 km јужно од града). Престоница државе, Братислава, налази се 70 км северозападно од града.
Рељеф: Вељки Медјер се развио у северозападном делу Панонске низије. Град се налази на пространом и равничарском Житном острву, највећој ади у Европи, коју творе Дунав и његов северни рукавац, Мали Дунав. Надморска висина града је око 112 m.
Клима: Клима у Вељком Медјеру је умерено континентална.
Воде: Вељки Медјер нема излаз на било какав водоток, али се налази на Житном острву, највећој ади у Европи, коју творе Дунав и његов северни рукавац, Мали Дунав.

## Историја
Људска насеља на овом простору датирају још из праисторије. Насеље под данашњим именом први пут се спомиње 1248, а околина је већ тада била насељена Мађарима. Током следећих векова град је био у саставу Угарске као обласно трговиште. У 16. и 17. веку Вељки Медјер се нашао на граници Угарске и Османског царства, која је била пуна сукоба.
У току Првог светског рата је у Вељком Медјеру био логор Нађмеђер у ком је животе изгубило око 7000 српских заробљеника и интернираних лица.
Крајем 1918. г. Вељки Медјер је постао део новоосноване Чехословачке. У времену 1938-44. године град је био враћен Хортијевој Мађарској, али је поново враћен Чехословачкој после рата. За време комунизма град је нагло индустријализован, па је дошло до наглог повећања становништва. После осамостаљења Словачке град је постао њено значајно средиште, а дошло је и до обнове града и привредног процвата.

## Становништво
| Година:    | 1994. | 2004.   | 2014.   | 2024.   |
| ---------- | ----- | ------- | ------- | ------- |
| Број људи: | 9311  | 8933    | 8763    | 8204    |
| Разлика:   |       | -4,05 % | -1,90 % | -6,37 % |

| Година:    | 2023. | 2024.   |
| ---------- | ----- | ------- |
| Број људи: | 8254  | 8204    |
| Разлика:   |       | -0,60 % |

Данас Вељки Медјер има близу 9.000 становника и последњих година број опада.
Етнички састав: По попису из 2001. г. састав је следећи:
- Мађари - 84,5%,
- Словаци - 13,5%%,
- Чеси - 0,7%,
- Роми - 0,7%%,
- остали.

Верски састав: По попису из 2001. г. састав је следећи:
- римокатолици - 57,4%,
- калвинисти - 22,6%%,
- атеисти - 15,1%%,
- Протестанти - 2,2%,
- остали.

## Партнерски градови
- Győr-Szabadhegy

## Галерија
- Римокатоличка црква
- Реформатска (калвинистичка) црква
- Градска кућа Вељког Медјера
- Градска бања